# Liste der Fischereikennzeichen in Finnland
Das Fischereikennzeichen ist ein vorgeschriebenes Kennzeichen am Bug von Seefischerschiffen. Das Kennzeichen besteht aus einer Buchstabenfolge, die den Heimathafen bezeichnet, gefolgt von einer Registriernummer.
| Abkürzung | Heimathafen |
| --------- | ----------- |
| AAL       | Åland       |